# Ленинское пророчество

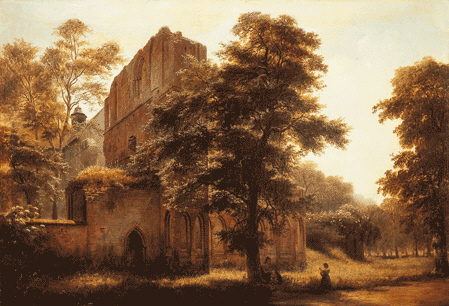
Развалины аббатства Ленин

Ле́нинское проро́чество (лат. Vaticinium Lehninense) — поддельный документ XIII века, приписываемый монаху Герману из Ленинского аббатства в местечке Клостер-Ленин в Бранденбурге, объявившийся в 1722 или 1723 году.
Ленинское пророчество упоминалось в Энциклопедическом Словаре Брокгауза и Эфрона. Оно могло быть известным В. И. Ульянову, который жил в Мюнхене и широко использовал ЭСБЕ, и послужить источником его псевдонима.

## Содержание
В «Пророчестве» оплакивается гибель дома Асканиев в Бранденбурге и возвышение Гогенцоллернов, из которых достоверно описан каждый правитель до одиннадцатого включительно, Фридриха Вильгельма. До этого времени пророчество совпадает с действительностью; всё дальнейшее не имеет никакого сходства с совершившимися событиями. Автор предсказывает падение дома Гогенцоллернов, приход правителя, который создаст единую католическую Германию, а также возродит Ленин как монастырь.

## Авторство
Ленинское пророчество носит антипрусский характер, но его автор неизвестен. Первым, кто доказал его подложность, был пастор Вайс (Pastor Weiss), который в своём сочинении «Vaticinium Germanicum» (Берлин, 1746) доказал, что псевдопророчество написано между 1688 и 1700 годами. Среди возможных авторов пророчества разными специалистами назывались Андреас Фромм, Мартин Фридрих Зайдель, Николаус фон Цитцевиц и другие. Несмотря на доказательство его подложности, оно часто использовалось в антипрусской риторике.